# Neerlandesos
Els neerlandesos (Nederlanders en neerlandès) són els habitants dels Països Baixos que comparteixen una cultura comuna i parlen la llengua neerlandesa. Els neerlandesos i els seus descendents es troben en comunitats d'emigrants d'arreu del món, especialment al Surinam, Xile, Brasil, Canadà, Austràlia, Sud-àfrica, Nova Zelanda i els Estats Units.
L'art i la cultura tradicional dels neerlandesos abasta diverses formes de música tradicional, balls, estils arquitectònics i vestit, algunes de les quals són globalment reconegudes. A escala internacional, pintors neerlandesos com Rembrandt, Vermeer i Vincent van Gogh gaudeixen d'una alta estima. La religió dominant dels neerlandesos és el cristianisme (catòlic i protestant), tot i que en temps moderns la majoria ja no és religiosa. Percentatges significatius de neerlandesos són partidaris de l'humanisme, l'agnosticisme, l'ateisme o l'espiritualitat individual.
A l'edat mitjana, els Països Baixos es trobaven al voltant de la frontera de França i el Sacre Imperi Romanogermànic, formant part de les seves respectives perifèries, i els diversos territoris esdevingueren virtualment autònoms cap al segle xiii. El Comtat de Flandes era un feu de França, les altres províncies pertanyien al Sacre Imperi. Sota els burgundis, les Disset Províncies prengueren aleshores per primera vegada el nom de Països Baixos (topònim) i s'organitzaren en una sola unitat administrativa. Durant els segles xvi i xvii les províncies septentrionals s'independitzaren d'Espanya com a República de les Set Províncies Unides. L'alt grau d'urbanització característic de la societat neerlandesa es va aconseguir en un temps relativament primerenc. Durant la República, tingué lloc la primera sèrie de migracions neerlandeses a gran escala fora d'Europa.
Prenent el total de totes les persones amb ascendència neerlandesa completa, d'acord amb la definició actual de l'Oficina Central d'Estadística, resulta una estimació de 16 milions de neerlandesos, i la suma de totes les persones amb ascendència neerlandesa, tant total com parcial, donaria una xifra aproximada de 25 milions.

## Història
El procés de grups ètnics que han generat els neerlandesos (i els seus predecessors) ha estat llarg i complex. Tot i que la majoria de les característiques definitòries (com l'idioma, la religió, l'arquitectura o la cuina) de l'ètnia neerlandesa s'han acumulat al llarg dels segles, és difícil (si no impossible) identificar clarament el sorgiment exacte dels neerlandesos, la interpretació del qual resulta sovint controvertida. El text que segueix, per tant, se centra en la història de l'ètnia neerlandesa. Per aprofundir en la història nacional neerlandesa, vegeu història dels Països Baixos.

### Orígens
Als darrers segles de l'edat antiga, les tribus germàniques formaven societats tribals sense aparentment cap forma d'autocràcia (els cabdills eren elegits només en temps de guerra), les creences basades en el paganisme germànic i parlaven dialectes poc diferenciats del protogermànic. Després del final del període de migracions cap a l'oest de l'any 500, amb grans federacions (com els francs, vàndals, alamans i saxons) s'establiren en territoris perifèrics del decadent Imperi romà, i es produïren una sèrie de canvis monumentals dins d'aquestes societats germàniques. Els més importants d'ells foren la conversió del paganisme germànic al cristianisme, l'aparició d'un nou sistema polític, centrat en reis, i un procés continu d'inintel·ligibilitat mútua dels seus dialectes.

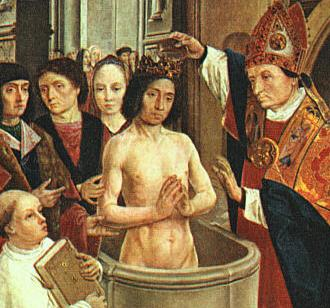
La conversió religiosa del rei franc Clovis al cristianisme tindria gran importància per a donar forma a la identitat dels futurs dels neerlandesos

Aquesta situació general és aplicable a la majoria, si no a tots els grups ètnics europeus moderns amb orígens en les tribus germàniques, com els frisons, els alemanys o els anglesos i els pobles germànics del nord. Als Països Baixos, aquesta fase va començar quan els francs, sorgits de la unió de diverses tribus més petites (entre ells els bataus, els caucs, els camavis i els chattuarii, que ja vivien als Països Baixos abans de la formació de la confederació dels francs), començaren a fer incursions a les províncies del nord-oest de l'Imperi Romà d'Occident. Finalment, l'any 358, els francs salis, una de les tres subdivisions principals entre l'aliança franca s'establiren a les terres del sud de la zona com a federats; aliats romans encarregats de la defensa de les fronteres.
Lingüísticament el fràncic es va convertir progressivament en l'antic neerlandès,
mentre que religiosament els francs (començant amb la classe alta) es van convertir al cristianisme del 500 al 700. En l'àmbit polític, els senyors de la guerra francs abandonen tribalisme i funden diversos regnes, culminant finalment en el Regne franc de Carlemany.
Tot i que la població formava part de l'Imperi franc, o fins i tot dels regnes francs primerencs com Nèustria i Austràsia, no estava dominada pels francs. Encara que els líders francs controlaven la major part de l'Europa Occidental, els francs es limitaven a la part nord-oest de l'mperi (és a dir, els Països Baixos i el nord de l'actual França).
Amb el temps, els francs al nord de França foren assimilats pels gal·loromànics, i els seus dialectes es van convertir en el francès, mentre que els francs de la zona costera septentrional van mantenir la seva llengua, el substrat del futur neerlandès. L'actual frontera lingüística neerlandesa-francesa té (amb l'excepció de la regió de Nord-Pas-de-Calais de França, Brussel·les i uns municipis a la frontera lingüística intrabelga) es va mantenir pràcticament idèntica des de llavors, i això podria ser vist com un senyal clar de la francesització dels francs.

### Convergència
Les ciutats medievals dels Països Baixos, que experimentaren un creixement considerable durant els segles xi i xii, tingueren un paper decisiu en la descomposició de la forma local del feudalisme. A mesura que es van fer cada vegada més poderoses, utilitzaren la seva força econòmica per influir en la política de la noblesa.
Durant el segle xiv, inspirats pel Comtat de Flandes, [22] les ciutats dels Països Baixos guanyen gran autonomia i, en general, influencien en els assumptes polítics del feu, incloent-hi la successió del matrimoni.
Mentre les ciutats cobren importància política i són el motor de la cultura neerlandesa medieval, el comerç florí, la població augmentà, i l'educació superior ja no estava limitada al clergat; la literatura èpica neerlandesa com Elegast (1150), el Roelantslied i Van den vos Reynaerde (1200) fou àmpliament gaudida. Els diferents gremis de la ciutat, així com la necessitat de waterschaps (juntes d'aigua), es feien càrrec de la construcció i manteniment dels dics i canals del delta holandès i les regions costaneres com a resultat d'un grau excepcionalment alt d'organització comunal. És també en aquesta època que sorgeixen els endònims com ara Diets i Nederlands.
A la segona meitat del segle xiv, els ducs de Borgonya es van afermar als Països Baixos amb la unió el 1369 de Felip l'Ardit de Borgonya amb l'hereva del comte de Flandes. A aquest seguiren una sèrie de matrimonis, guerres i herències entre els altres feus neerlandesos, i al voltant de 1450 els feus més importants restaven sota el domini de Borgonya; s'aconseguí un control complet el 1503 i s'unificaren així els feus dels Països Baixos sota el domini d'un sol sobirà. Aquest procés marcà l'inici d'un nou episodi en el desenvolupament dels neerlandesos; amb la unitat política consolidada s'enfortí el procés d'unificació cultural i lingüística.

### Consolidació

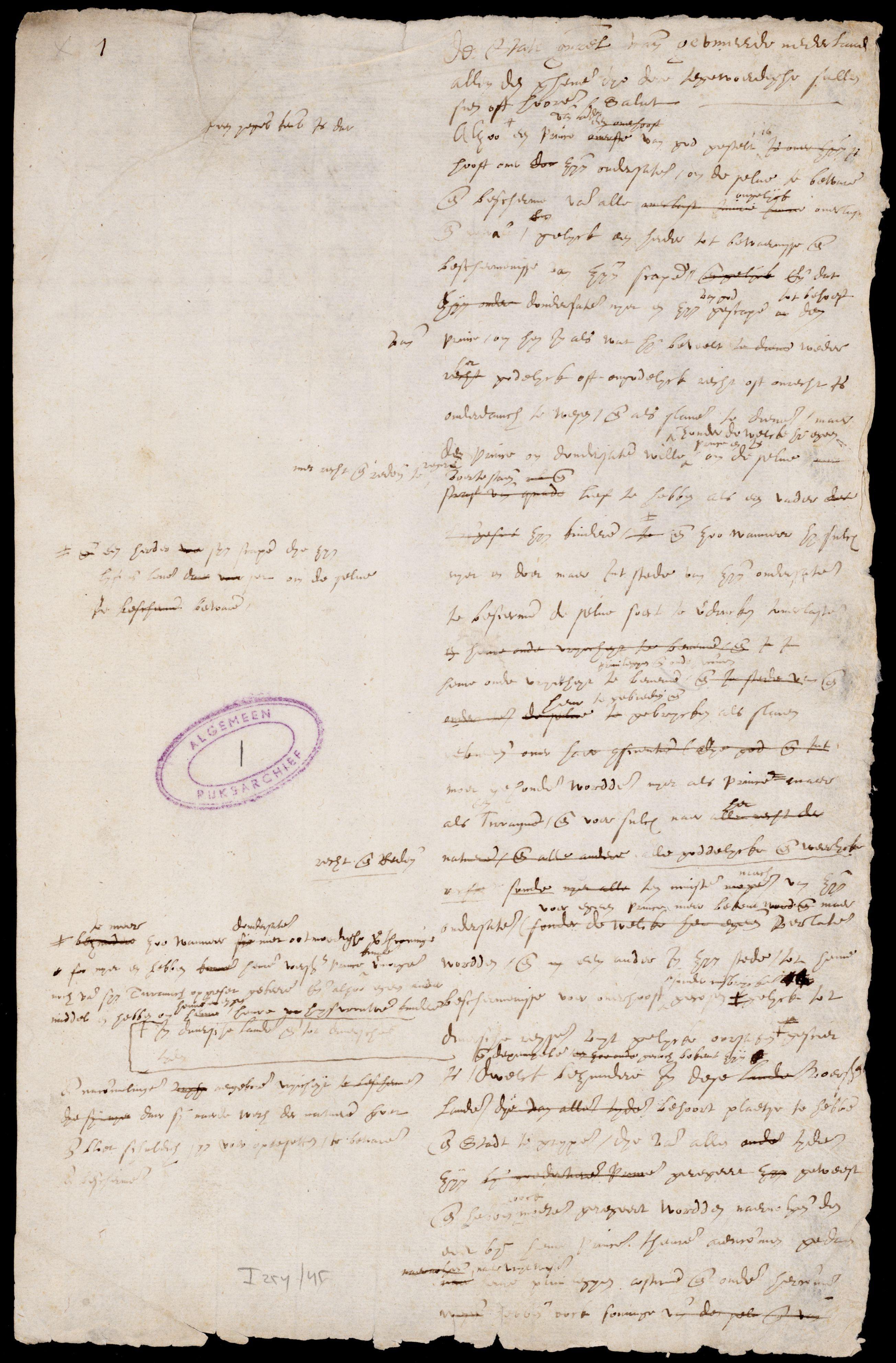
Plakkaat van Verlatinghe (Decret d'abandó) escrit per Jan van Asseliers, signat el 26 de juliol de 1581, fou la declaració formal d'independència dels Països Baixos del Nord

Tot i la unitat lingüística i política, i (en el cas del Comtat de Flandes, Ducat de Brabant i Comtat d'Holanda) similituds econòmiques, encara hi havia poc de sentiment d'unitat entre els neerlandesos.
No obstant això, les polítiques centralistes de Borgonya als segles xiv i xv, en un primer moment amb una violenta oposició de les ciutats dels Països Baixos, tingueren un impacte profund per canviar això. Sota el regnat de Carles el Temerari hi hagué moltes guerres que causaren una important despesa econòmica per als Països Baixos borgonyons, i les tensions van augmentar lentament. El 1477, any de la mort sobtada de Carles a Nancy, els Països Baixos es van revoltar en contra de la nova reina, Maria de Borgonya, i li presentaren una sèrie de demandes.
Després del matrimoni de Maria amb l'emperador Maximilià I del Sacre Imperi romanogermànic, els Països Baixos esdevingueren part de les terres dels Àustries. La política centralitzada dels Àustries (de la mateixa manera que la dels seus predecessors de Borgonya) causà també molta resistència. Alhora, però, que es formaven els concilis col·laterals de 1531 i la Pragmàtica Sanció de 1549, s'acabaren implementant. L'imperi de Felip II d'Espanya sol·licità més reformes centralistes, que, acompanyades pels dictats religiosos i els imposts excessius, originaren la rebel·lió neerlandesa. Les províncies neerlandeses per primera vegada es trobaven lluitant contra un enemic comú. Això, juntament amb el creixent nombre d'intel·lectuals neerlandesos i l'Edat d'Or neerlandesa en què la cultura, en conjunt, obtindria prestigi internacional, consolidà els neerlandesos com un grup ètnic.

### Identitat nacional
A mitjan segle xvi la identitat nacional (més que no pas ètnica), amb el desenvolupament dels Àustries als Països Baixos, començà a ser referida pels habitants, i començava a ser vista com una entitat col·lectiva a l'estranger. La persistència, però, de les barreres idiomàtiques, els conflictes tradicionals entre les viles i el particularisme provincial impedí una unificació més profunda. A causa dels imposts excessius, els intents de disminuir la tradicional autonomia de les ciutats i estats als Països Baixos, i l'opressió religiosa després ser traslladats a l'Espanya dels Àustries, els neerlandesos es van rebel·lar en el que seria la Guerra dels Vuitanta Anys. Per primera vegada en la història, els neerlandesos eren independents de la dominació de monarques estrangers.
No obstant això, durant la guerra es va fer evident que l'objectiu d'alliberar totes les províncies i ciutats que havien signat la Unió d'Utrecht, que correspon aproximadament a la part de parla neerlandesa dels Països Baixos espanyols, era inabastable. Les províncies del nord eren lliures; durant la dècada de 1580, però, el sud va ser recapturat per l'estat espanyol i, malgrat diversos intents, els exèrcits de la República no van poder expulsar-los. El 1648, la Pau de Münster, que posava fi a la Guerra dels Vuitanta Anys, va reconèixer la independència de la República de les Províncies Unides mantenint, però, el control espanyol dels Països Baixos meridionals. A part d'una breu reunificació entre 1815 i 1830, al Regne Unit dels Països Baixos (que incloïa els valons francòfons) els neerlandesos han estat separats dels flamencs fins avui.

## Identitat ètnica

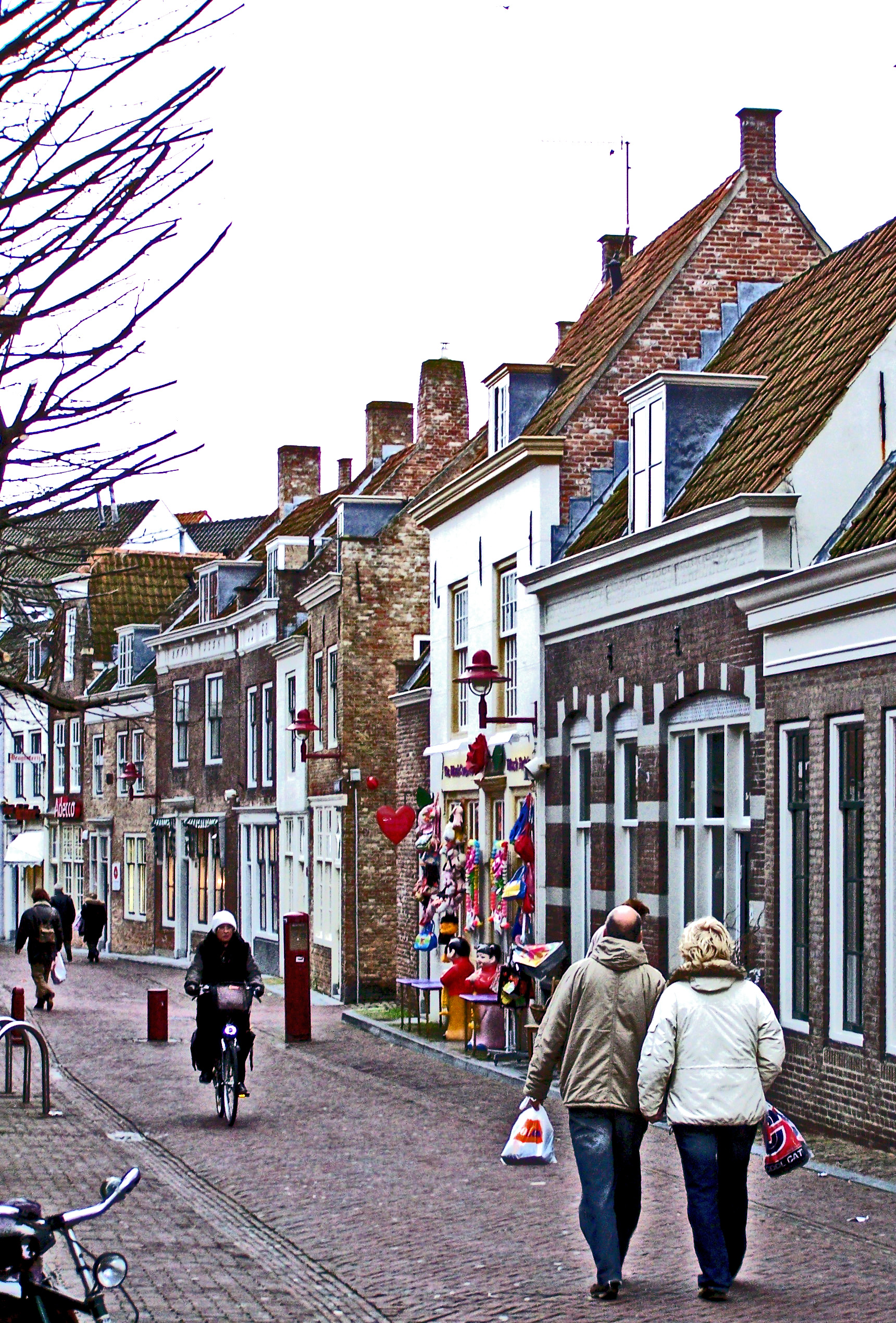
Paisatge típic de novembre a Middelburg (Països Baixos)

Les ideologies associades amb el nacionalisme romàntic dels segles xix i xx en realitat mai calà als Països Baixos, i això, unit al fet de ser una societat relativament homogènia des del punt de vista ètnic fins a la fi dels anys 1950, ha portat a un ús relativament obscur dels termes nació i etnicitat, ja que tots dos se superposen en la pràctica en gran part. Avui en dia, tot i que altres ètnies representen el 19,6% de la població dels Països Baixos, aquesta obscuritat continua sent d'ús col·loquial, i el terme nederlander de vegades es fa servir per a referir-se als neerlandesos ètnics i de vegades a tota persona que tingui ciutadania neerlandesa. A més d'això, molts neerlandesos que no viuen a les dues províncies Holanda del Sud i Holanda del Nord s'oposen a ser anomenats holandesos com a denominador nacional, de la mateixa manera que molts gal·lesos o escocesos no volen ser considerats anglesos o britànics. Com durant segles el Comtat d'Holanda formà part de les Set Províncies Unides a nivell internacional, en moltes llengües Holanda o holandès va esdevenir una denominació pars pro toto.
No obstant això, la redefinició de la identitat cultural dels Països Baixos s'ha convertit en un tema de debat públic en els últims anys arran de la creixent influència de la Unió Europea i l'afluència d'immigrants no occidentals en el període posterior a la Segona Guerra Mundial. En aquest debat s'han posat les «tradicions típicament neerlandeses» en primer pla.
En estudis sociològics i informes governamentals, l'origen ètnic es refereix sovint amb els termes autòcton i al·lòcton. Aquests conceptes jurídics es refereixen al lloc de naixement i ciutadania en comptes del rerefons cultural familiar i no coincideixen amb els conceptes més fluids d'origen ètnic que utilitzen els antropòlegs culturals.

### Groot Nederlando la gran nació neerlandesa

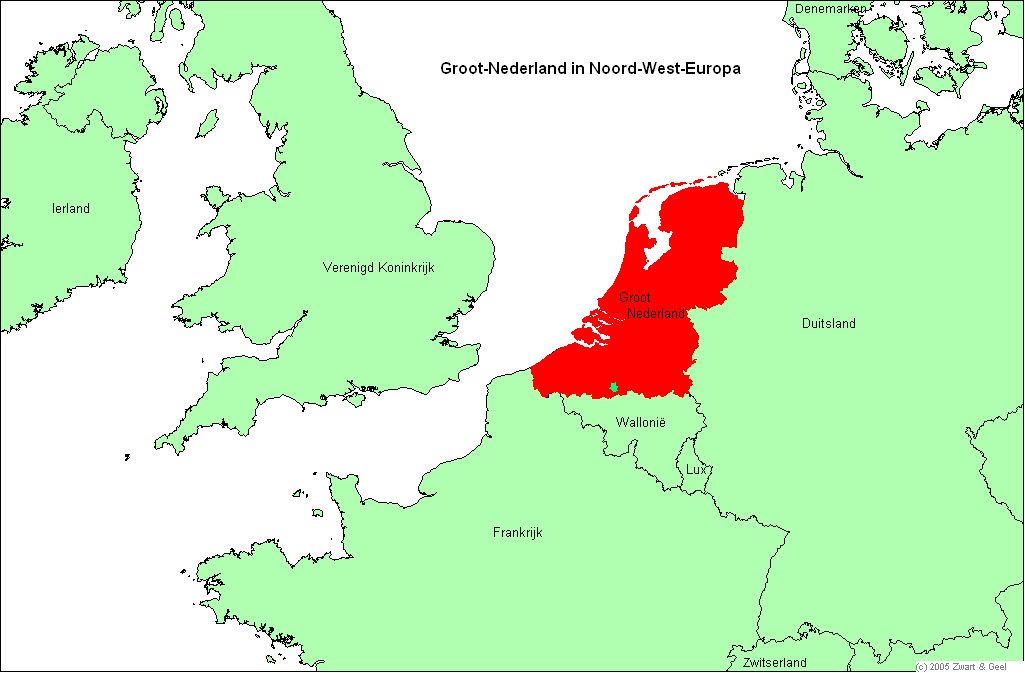
Mapa d'Europa representant l'extensió territorial de la Gran Nació Neerlandesa

Com en molts pobles europeus durant el segle xix, els neerlandesos també veieren el sorgiment de diversos moviments que tractaven d'unir els pobles de parla neerlandesa de tot el continent. Durant la primera meitat del segle xx, hi hagué una onada prolífica d'escrits en relació amb el tema. Un dels seus defensors més actius n'era l'historiador Pieter Geyl, que va escriure De Geschiedenis van de Nederlandsche stam (en neerlandès: La història del poble neerlandès), així com molts assaigs sobre el tema.
Durant la Segona Guerra Mundial, quan tant Bèlgica i com els Països Baixos caigueren sota l'ocupació alemanya, els elements feixistes (com el NSB i Verdinaso) van tractar de convèncer els nazis d'unificar els Països Baixos i les zones de parla neerlandesa de Bèlgica. Els alemanys, però, s'hi negaren, ja que entrava en conflicte amb l'objectiu final d'una “Europa germànica”. Durant tota l'ocupació nazi, els alemanys negaren qualsevol mena d'ajut al nacionalisme panneerlandès i, per decret del mateix Hitler, s'hi oposaren activament.
Ja des del 1851 es feu un acord cultural sobre l'ortografia única del neerlandès en el Gran Diccionari de la Llengua Neerlandesa entre científics belgues i neerlandesos. El 1947, amb la signatura del pacte del Benelux, la col·laboració política i econòmica s'hi formalitzà. La dècada de 1970 va marcar l'inici de la cooperació cultural i lingüística formal entre la regió flamenca de Bèlgica i els Països Baixos a escala internacional.

## Lingüística
el neerlandès és l'idioma parlat per la majoria dels neerlandesos. És una llengua germànica occidental parlada per uns 22 milions de persones. El llenguatge es documenta per primera vegada al voltant del 500, en un text legal dels francs, la Llei Sàlica, i té un registre escrit de més de 1.500 anys, si bé el material anterior al 1200 és fragmentari i discontinu. Com a llengua germànica occidental, el neerlandès està relacionat amb altres idiomes d'aquest grup, com el frisó, l'anglès i l'alemany, i ocupa una posició central dins de les llengües germàniques occidentals.
El neerlandès estàndard té un inventari de so de 13 vocals, 6 diftongs i 23 consonants, de les quals la fricativa velar sorda es considera un so típic de l'idioma. Altres característiques relativament ben conegudes són els dígrafs d'ús freqüent com oo, ee, uu i aa, i la capacitat de formar llargs composts.
El consens general entre els lingüistes és que la llengua neerlandesa engloba 28 dialectes principals. Aquests dialectes solen agrupar-se en sis categories: holandès, flamenc occidental, flamenc oriental, brabançó, limburguès i baix saxó neerlandès. La situació dialectal es tipifica sobretot per la isoglossa de la realització de la 'g forta' i 'g suau'.
Els immigrants també exportaren la llengua neerlandesa. El neerlandès es parlava als Estats Units com a llengua materna des de l'arribada dels primers colons permanents el 1615, i hi va sobreviure en poblaments ètnics aïllats fins al 1900, quan va deixar de ser parlat amb l'excepció dels immigrants de primera generació. El neerlandès, però, va tenir un impacte significatiu en la regió al voltant de Nova York (alguns topònims com Hoboken a Nova Jersey). La llengua materna del president nord-americà Martin Van Buren era el neerlandès. La majoria dels immigrants neerlandesos del segle xx ràpidament van començar a parlar anglès. Per exemple, dels habitants de Nova Zelanda, el 0,7% afirma que la seva llengua materna és el neerlandès, tot i que el percentatge de l'herència neerlandesa és considerablement més alta.
El neerlandès és actualment llengua oficial als Països Baixos, Bèlgica, Surinam, Aruba, Sint Maarten, Curaçao, la Unió Europea i la Unió de Nacions Sud-americanes (a causa del fet que Surinam n'és membre). A Sud-àfrica, es parla afrikaans, una llengua filla del neerlandès, que era una llengua oficial de Sud-àfrica fins al 1983. Els Països Baixos, Bèlgica (Flandes) i Surinam coordinen la política lingüística amb una organització comuna, la Unió de la Llengua Neerlandesa (Nederlandse Taalunie)), que s'encarrega també de la unitat ortogràfica.

### Etimologia d'autònims i exònims
Els orígens de la llengua neerlandesa es remunten al protogermànic, l'avantpassat de totes les llengües germàniques: *theudo (que significa del poble), similar a dietsc en neerlandès antic, diutsch en l'alt alemany antic, þeodisc en l'anglès antic i þiuda en gòtic, tots signifiquen «(de) la gent (germànica)». A mesura que les tribus dels pobles germànics es començaren a diferenciar el seu significat també començà a divergir. Els anglosaxons d'Anglaterra, per exemple, gradualment passaren a referir-se a ells mateixos com a þeodisc declinant l'ús cap al terme Englisc. Al continent *theudo evolucionà en dos sentits: Diets (que significa 'neerlandesos' (arcaic)
i Duits (alemany). Al principi la llengua anglesa utilitza la paraula Dutch per a referir-se a qualsevol parlant de llengües germàniques del continent europeu (per exemple, els neerlandesos, els frisons i els - diversos- alemanys). A poc a poc el seu significat va canviar en els pobles germànics amb qui tenien més contacte, tant per la seva proximitat geogràfica, com també per la rivalitat en els territoris d'ultramar i de comerç: poble de la República dels Països Baixos, el neerlandès.
Es refereixen a si mateixos com Nederlander, (pl. Nederlanders) un mot compost de neder o neer que significa 'baix, prop del mar', land que significa 'país' i el sufix -er utilitzat per a molt gentilicis. Tot i no ser tan antic com Diets, el terme Nederlands ha estat usat continuadament des del 1250.

### Noms
Els cognoms neerlandesos (i cognoms d'origen neerlandès) són generalment fàcils de reconèixer. Hi ha diversos tipus principals de cognoms en neerlandès:
Cognoms patronímicsEl nom es basa en el nom personal del pare del portador. Històricament aquesta ha estat, de lluny, la forma més dominant. Aquest tipus de noms fluctuen d'una generació a la següent de manera que el cognom no és constant. P. ex.: L'home anomenat Willem Janszoon (Guillem, fill de Joan) va tenir un fill anomenat Jacob, que seria conegut com a Jacob Willemsen (Jacob, fill de Guillem). Després de l'existència del registre civil, el cognom es va convertir en permanent. D'aquí que avui dia molts neerlandesos porten el nom dels avantpassats que vivien a principi del segle xix, quan s'establí el registre civil als Països Baixos. Aquests noms poques vegades duen tussenvoegsels (p. ex.: Vincent van Gogh o Hug de Vries).
Cognoms toponímicsEl nom es basa en la ubicació on el portador viu o va viure. En neerlandès aquesta forma de cognom gairebé sempre inclou una o diverses tussenvoegsels, usualment van, van de i variants. Mentre que "van" denota '(procedent) de', els cognoms neerlandesos s'associen de vegades amb la classe alta de la societat o de l'aristocràcia (p. ex.: Guillem d'Orange). No obstant això, sovint mostra el lloc d'origen inicial (Van Der Bilt - aquell que procedeix de De Bilt), més que no pas cap estatus aristocràtic.
Cognoms d'ocupacióEl nom es refereix a l'ofici del portador. Exemples ben coneguts en són Molenaar, Visser i Smit. Aquesta pràctica és similar als cognoms anglesos (Miller (moliner), Fisher (pescador) i Smith (ferrer) anglesos).:
Cognoms d'aparença o caràcterSón sobrenoms que descriuen l'aparença, trets físics, o el caràcter de portador (almenys en el moment de la inscripció). Per exemple, "De Lange" (l'alt), "De Groot" (el gros), "De Dappere " (el valent).
Altres cognoms poden estar relacionats amb els animals, per exemple, De Leeuw (el lleó), Vogels (aus), Koekkoek (cucut) i Devalck (el falcó); amb un estatus social desitjat, per exemple, Prins (príncep), De Koninck / Koning (rei), De Keyzer / Keizer (emperador). També hi ha una sèrie de noms composts o descriptius, per exemple, Naaktgeboren (nascut nu).
Els noms neerlandesos poden diferir en gran manera en l'ortografia. El cognom Baks, per exemple, s'escriu també com Backs, Bacxs, Bakx, Baxs, Bacx, Backx, Bakxs i Baxcs. Tot i escrit de manera diferent, la pronunciació segueix sent idèntica. Amb les varietats dialectals també passa: De Smet i De Smit significat “ferrer”, per exemple. Els cognoms dels immigrants neerlandesos en ambients estrangers (principalment en l'anglofonia i francofonia) s'adapten sovint, no sols en la pronúncia, sinó també en l'ortografia.

## Cultura

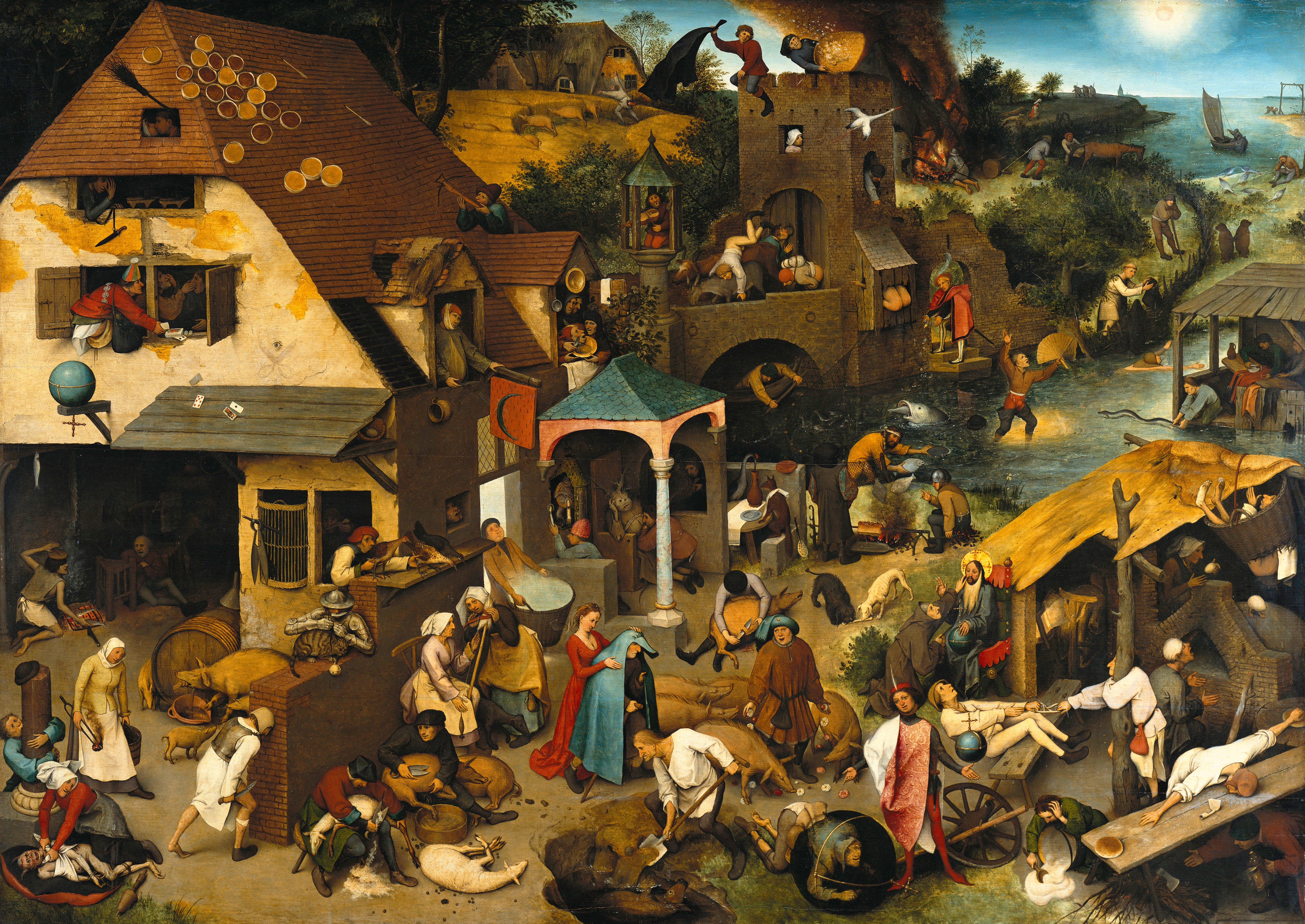
«Els proverbis neerlandesos» Pieter Brueghel el Vell

Abans de l'arribada del cristianisme, els avantpassats dels neerlandesos practicaven una forma de paganisme germànic augmentada amb elements celtes. A l'inici del segle vi, els primers missioners (missió hibernoescocesa) hi van arribar. Més tard van ser reemplaçats pels missioners anglosaxons, que finalment van tenir èxit a convertir la majoria dels habitants al segle viii. Des de llavors, el cristianisme ha estat la religió predominant a la regió.
A principi del segle xvi, la Reforma protestant comença a formar-se i s'estén ràpidament al Westhoek i al Comtat de Flandes, on es feien sermons secrets a l'aire lliure, anomenats hagenpreken ('sermons darrera la bardissa'). El governant de les Disset Províncies, Felip II d'Espanya, pensava que era el seu deure moral lluitar contra el pluralisme protestant i, després de l'onada d'iconoclàstia, va enviar tropes per a esclafar la rebel·lió i fer de nou manu militari del que considerava com la seva possessió, una regió catòlica.
Els protestants dels Països Baixos del sud fugiren massivament cap al nord davant la repressió violenta de la Inquisició i el Tribunal dels Tumults organitzat per Fernando Álvarez de Toledo y Pimentel. La majoria dels protestants neerlandesos estaven ara concentrats a les províncies lliures al nord del Rin, mentre que els catòlics eren al sud sota domini espanyol. Després de la Pau de Westfàlia al 1648, el protestantisme no es va estendre cap al sud, i aquesta diferència en les pràctiques religioses dura fins als nostres dies.
El 2018, per primera vegada, més de la meitat (51%) de la població neerlandesa contemporània es declara «sense religió»; el 2012 encara el 54% declaraven tenir una confessió. El 2018, el 24% es declaraven catòlics, 15% protestants (de diferents branques), 5% islàmics i 6% «altra religió». La gent d'ascendència neerlandesa als Estats Units són generalment més religiosos que els seus homòlegs europeus. Per exemple, les nombroses comunitats a l'oest del riu Michigan segueixen sent baluards de l'Església reformada a Amèrica i l'Església cristiana reformada, totes dues descendents de l'Església reformada neerlandesa.
Una divisió cultural dins la cultura neerlandesa és la que hi ha entre el nord protestant i el sud catòlic, que abasta diverses diferències. Aquest tema ha rebut històricament l'atenció dels historiadors, en particular de Pieter Geyl (1887-1966) i Carel Gerretson (1884-1958). La diversitat històrica del paisatge cultural neerlandès ha originat algunes teories dirigides a identificar i explicar les divergències culturals entre les regions. Una teoria, proposada per A. J. Wichers el 1965, planteja diferències de mentalitat entre el sud-est, o «superior», i el nord-oest, o regions «inferiors» als Països Baixos, i tracta d'explicar-ho fent referència als graus en què es feudalitzaren aquestes àrees durant l'edat mitjana. Una altra divisió cultural més recent se situa entre el Randstad, l'aglomeració urbana a l'oest del país, i la resta de les províncies més perifèriques.
En neerlandès, la divisió cultural entre nord i sud és també coneguda pel terme col·loquial per sota / per sobre dels grans rius «Grote rivieren», ja que els rius Rin i Mosa formen més o menys una frontera natural entre els neerlandesos del nord i del sud. A aquesta separació geogràfica s'afegeix una divisió cultural, parcialment deguda a les diferències religioses, entre el nord històricament predominantment protestant, i el sud de majoria catòlica; les diferències dialectals al llarg dels rius Rin i Mosa; i, en menor mesura, el desenvolupament econòmic històric d'ambdues regions són també elements importants d'aquesta dissimilitud.
A menor escala la diversitat cultural també es manifesta en l'arquitectura local o en diferències de caràcter. Aquesta àmplia gamma d'identitats regionals dins d'una àrea relativament petita, sovint s'ha atribuït al fet que moltes de les actuals províncies neerlandeses eren de facto estats independents durant gran part de la seva història, així com la importància dels dialectes neerlandesos locals (que sovint es corresponen amb les províncies).

### Cultura neerlandesa del nord
La cultura neerlandesa del nord està marcada pel protestantisme. Tot i que avui dia molts no practiquen el protestantisme, o són només nominalment part d'una congregació, són presents els valors i costums protestants. En general, es pot dir dels neerlandesos del nord que són més pragmàtics, prefereixen un enfocament directe, i mostren un estil de vida menys exuberant, en comparació amb els del sud. A escala global, els neerlandesos del nord han constituït l'avantguarda dominant de la llengua neerlandesa i la cultura des del setge d'Anvers, exemplificat per l'ús del terme "Dutch" com a gentilici per al país on eren una majoria, els Països Baixos. Lingüísticament, els neerlandesos del nord parlen algun dels dialectes: holandès, zelandès i baix saxó neerlandès de manera nadiua, o estan influenciats per ells quan parlen l'estàndard de la llengua neerlandesa. Econòmicament i cultural, el centre tradicional de la regió han estat les províncies del nord i sud, o avui, el Randstad, tot i que per un breu període durant els segles xiii o xiv aquest centre motor fou a l'est, quan diverses viles i ciutats de l'est es van alinear amb la Lliga Hanseàtica. Tota l'àrea cultural neerlandesa del nord és als Països Baixos, la seva població ètnicament holandesa s'estima en una mica menys de deu milions.

#### Frisis
Els frisons, concretament els frisons occidentals, són un grup ètnic present al nord dels Països Baixos que es concentrn principalment a la província de Frísia. Culturalment, els frisons moderns i els neerlandesos del nord són força similars, la diferència principal és que els frisons parlen frisó occidental, una de les tres subdivisions de les llengües frisones, diferent del neerlandès.
Els frisons occidentals en general no es perceben a si mateixos com a part d'un grup més gran dels frisons i, d'acord amb una investigació de 1970, s'identifiquen més amb els neerlandesos que amb els frisons del nord o de l'est. A causa de segles de convivència i de participació activa en la societat neerlandesa, a més de ser bilingües, els frisons no són tractats com un grup separat en les estadístiques oficials neerlandeses.

### Cultura neerlandesa meridional
L'esfera meridional neerlandesa en general es compon d'àrees en què la població era de tradició catòlica. Durant l'alta edat mitjana fins a la rebel·lió neerlandesa durant la Guerra dels Vuitanta anys, les regions del sud eren més poderoses, així com més desenvolupada culturalment i econòmica. Al final de la rebel·lió neerlandesa, es feu evident que ni els Àustries ni Castella eren capaços de reconquerir el nord, de la mateixa manera que els militars del nord eren massa dèbils per conquerir el sud, on, sota la influència de la Contrareforma, s'havia començat a forjar una identitat política i cultural pròpia.
Els neerlandesos del sud, incloent-hi els neerlandesos del Brabant i Limburg, eren catòlics o retornaren al catolicisme. Els dialectes parlats pels neerlandesos d'aquest grup són el brabançó, el limburguès i el flamenc oriental i occidental. Als Països Baixos, hi ha un adagi usat sovint per a indicar aquesta frontera cultural; és la frase boven/onder de rivieren (en neerlandès: damunt/davall dels rius), en què "els rius" fa referència al Rin i Mosa. La cultura neerlandesa meridional també ha estat influenciada per la cultura francesa en contraposició a una major influència alemanya en l'àrea de la cultura neerlandesa septentrional.

#### Flamencs
En el camp de l'etnografia, s'argumenta que les poblacions de parla neerlandesa dels Països Baixos i Bèlgica tenen una sèrie de característiques comunes, amb un llenguatge comú sobretot, alguns costums generalment similars o idèntics, i sense un origen ancestral o mite d'origen clarament separat.
No obstant això, la percepció popular de ser un sol grup és molt variable, depenent de la matèria, localitat i antecedents personals. En general, els flamencs poques vegades s'identifiquen com a neerlandesos i viceversa, sobretot a escala nacional. L. Beheydt té una opinió contrària: «Tot i això, quan s'analitza la situació de la llengua i l'actitud cara a la llengua més a fons, no queden gaire proves d'una identitat cultural comuna.»
Això es deu en part als estereotips populars tant als Països Baixos com a Flandes, basats principalment en «extrems culturals» i tant al nord com al sud. Nogensmenys, aquests estereotips tendeixen a ignorar la zona de transició formada per les províncies del sud dels Països Baixos i la majoria dels confins del nord de Bèlgica, i això resulta en generalitzacions excessives.
En el cas de Bèlgica, hi ha la influència addicional del nacionalisme com la llengua i la cultura neerlandesa van ser oprimits per un govern que somiava un estat jacobí monolingüe. Això fou seguit per una reacció nacionalista des de mitjan segle xix que va veure poca ajuda del govern dels Països Baixos (que durant molt de temps després de la Revolució belga va tenir una relació reticent i contenciosa amb la Bèlgica recentment formada i una actitud indiferent cap als seus habitants de parla neerlandesa) i, per tant, es va enfrontar a la cultura flamenca en contra de «la cultura francesa», i això provocà la formació de la nació flamenca a Bèlgica, una consciència nacional molt marcada entre alguns belgues de parla neerlandesa.

## Diàspora neerlandesa

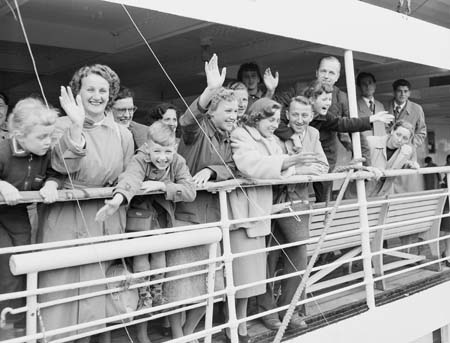
Emigrants neerlandesos arribant a Austràlia el 1954

Des de la Segona Guerra Mundial, molts neerlandesos emigraren principalment als Estats Units, Canadà, Austràlia, Nova Zelanda, i (fins al 1970) a Sud-àfrica. Avui els immigrants neerlandesos es poden trobar en la majoria dels països desenvolupats. En antigues colònies neerlandeses i assentaments comercials, hi ha grups ètnics aïllats d'ascendència totalment o parcialment neerlandesa.

### Europa central i Oriental
Durant l'Ostsiedlung, l'expansió cap a l'est d'Alemanya ocorreguda principalment a partir del segle X un cert nombre de neerlandesos es va traslladar també. Després d'ocupar el territori al llarg dels rius Elba i Saale en la dècada de 1160, els colons neerlandesos de les regions inundades d'Holanda van usar la seva experiència per a construir dics a Brandenburg, i també es van establir al voltant de les principals ciutats alemanyes com Bremen i Hamburg i a les regions alemanyes de Mecklemburg i Brandenburg. Entre els segles XIII i XV, Prússia acollí onades de neerlandesos i frisons per a colonitzar el país (principalment al llarg de la costa del mar Bàltic).
A mitjan segle xvi, els mennonites començaren a passar dels Països Baixos (especialment Frísia i Flandes) a la regió del delta del Vístula a la Prússia Reial, a la recerca de llibertat religiosa i l'exempció del servei militar. La mateixa capital russa, Moscou, també tenia un nombre d'immigrants neerlandesos, majoritàriament treballant com a artesans; possiblement la més famosa dels quals era Anna Mons, l'amant de Pere el Gran.
Històricament els neerlandesos també van viure directament al costat oriental de la frontera amb Alemanya; la majoria han estat assimilats (a part de ~40.000 emigrants limítrofs recents), sobretot des de la creació de la mateixa Alemanya el 1872. Algunes marques culturals encara s'hi poden trobar però. En alguns pobles i ciutats hi ha alguna església reformada neerlandesa, i un nombre de districtes fronterers (com Cleves, Borken i Viersen) tenen ciutats i pobles d'origen etimològic neerlandès. A l'àrea al voltant de Clèveris (en alemany Kleve, en neerlandès Kleef) el dialecte tradicional és el neerlandès, comparat amb el de la rodalia (alt / baix) alemany. Més al sud, algunes ciutats on hi havia molts comerciants neerlandesos han conservat exònims neerlandesos: per exemple Aquisgrà (Aken) i Colònia (Alemanya) (Keulen) fins als nostres dies.

### Sud-àfrica
Encara que els exploradors portuguesos entraren en contacte amb el cap de Bona Esperança ja el 1488, gran part de l'actual Sud-àfrica estigué ignorada pels europeus fins que l'holandesa Companyia Neerlandesa de les Índies Orientals fundà el primer assentament a Ciutat del Cap el 1652.
Els colons neerlandesos començaren a arribar poc després, fent del Cap l'assentament de civilització occidental més antiga al sud del Sàhara. Algunes de les comunitats més antigues dels mulats del país es van formar per la unió entre colons, els seus esclaus, i tribus hotentots. Això va portar al desenvolupament d'un important grup ètnic de Sud-àfrica, els mestissos del Cap, que adoptaren la llengua i la cultura neerlandesa a mesura que el nombre d'europeus -sobretot dones- s'incrementava. Els blancs sud-africans van fer pinya com a comunitat per tal de protegir la seva situació privilegiada, i marginaren els mestissos com a grup ètnic diferent i "inferior".
Atès que els empleats de la companyia van resultar agricultors ineptes, es van atorgar extensions de terra als camperols neerlandesos i alemanys amb la idea que desenvoluparien les seves granges com a vassalls. En el moment de la revocació de l'Edicte de Nantes el 1685, se'ls van unir els hugonots francesos que fugien de la persecució religiosa al país. Alguns trekboers finalment va tornar a la ramaderia, i creen la seva pròpia subcultura al voltant d'una forma de vida seminòmada i comunitats patriarcals aïllades. Al segle xviii havia sorgit un nou poble d'Àfrica identificat com "afrikaners" que, literalment, en neerlandès es tradueix com 'africà', en lloc d'identificar-se com a neerlandesos, després d'adoptar aquella terra de manera permanent.
Els afrikaners estan dominats per dos grups principals, els neerlandesos del Cap i els bòers, que es defineix en part per les diferents tradicions de la societat, les lleis i les bases econòmiques històriques. Malgrat la seva llengua — l'afrikaans – i la seva religió segueixen estant innegablement lligada a la dels Països Baixos. La cultura afrikaner ha estat influïda per tres segles de permanència al sud d'Àfrica. L'afrikaans, desenvolupat a partir del neerlandès mitjà, ha estat influenciat per l'anglès, el francès, l'alemany, el crioll malaioportuguès i algunes llengües africanes. Encara l'holandès s'ensenyava als estudiants sud-africans al 1914, i alguns afrikaners de classe alta el va utilitzar en l'alta societat. La primera literatura afrikaans ja havia aparegut el 1861. La Unió Sud-africana va concedir-li estatut oficial neerlandès des de la seva creació, però el 1925 el Parlament reconegué obertament l'afrikaans com una llengua independent. Es diferencia del neerlandès estàndard per diverses pronunciacions prestades del francès, el malai, l'alemany o l'anglès, la pèrdua del cas i les distincions de gènere, i en l'extrem de la simplificació la gramàtica (per exemple voël esdevé vogel, i reën esdevé regen). Els dialectes ja no es consideren mútuament intel·ligibles entre si.

### Sud-est asiàtic

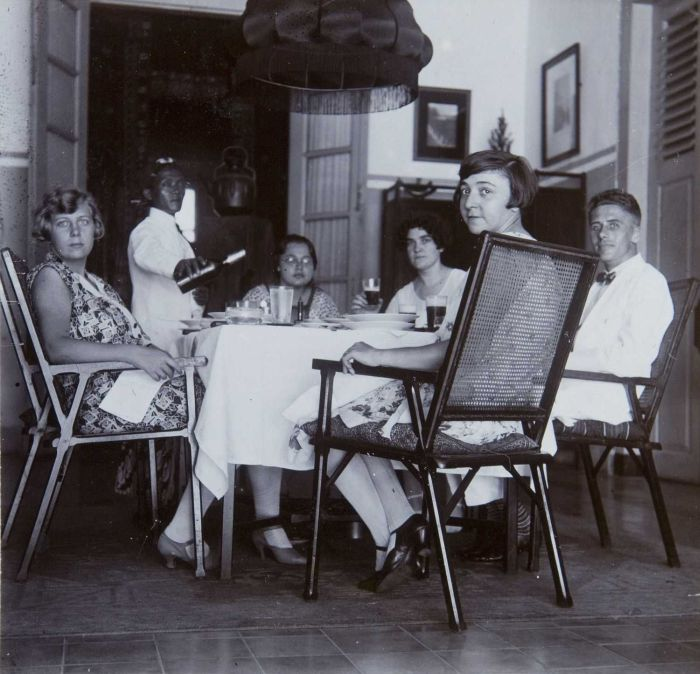
Família neerlandesa a Java (1927)

Des del segle xvi, hi ha hagut una presència neerlandesa al sud-est asiàtic, Taiwan i Japó. En molts casos, els neerlandesos foren els primers europeus que els indígenes conegueren. Entre 1602 i 1796, la Companyia Neerlandesa de les Índies Orientals envià gairebé un milió d'europeus per treballar a Àsia. La majoria moriren de malaltia o retornaren a Europa, però alguns feren de les Índies la seva nova llar. La interacció entre la població neerlandesa i la nadiua ocorregué principalment a Sri Lanka i les illes d'Indonèsia. Sovint els soldats neerlandesos es van casar amb dones locals i es van establir a les colònies. Amb els anys es va desenvolupar una població relativament gran de parla neerlandesa d'origen mixt neerlandès i indonesi, coneguda com a indoneerlandesos o indos. L'expulsió dels neerlandesos després de la Revolució Nacional indonèsia feu que en l'actualitat la majoria d'aquest grup visqui als Països Baixos. Les estadístiques mostren que els indos són, de fet, el grup minoritari més gran als Països Baixos, en nombre de prop de mig milió (amb exclusió de la tercera generació).

### Amèrica del Nord

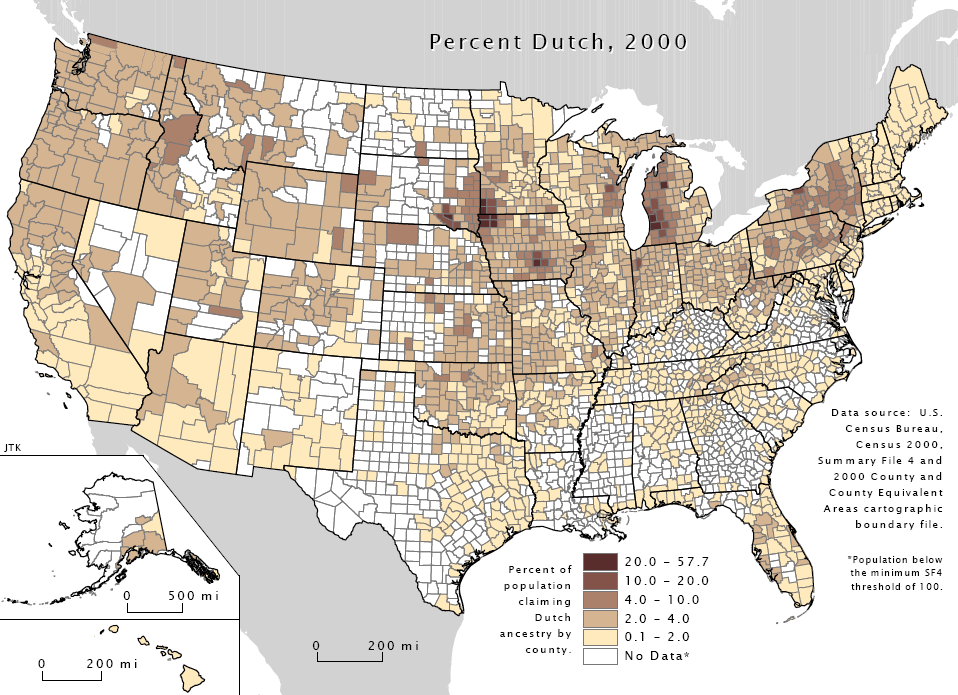
Percentatge de neerlandesos estatunidencs per comtat dels Estats Units d'acord amb el cens del 2000

Els neerlandesos s'havien establert a Amèrica molt abans de l'establiment dels Estats Units d'Amèrica.
Durant molt de temps, vivien en colònies neerlandeses, propietat regulada per la república neerlandesa, i més tard formaren part de les Tretze Colònies. No obstant això, moltes comunitats neerlandeses es mantingueren pràcticament aïllades de la resta d'Amèrica fins a la Guerra Civil dels Estats Units, en la qual els neerlandesos van lluitar pel Nord i van adoptar moltes formes nord-americanes.
La majoria de les onades futures d'immigrants neerlandesos foren assimilades ràpidament. Hi ha hagut tres presidents nord-americans d'ascendència neerlandesa: Martin Van Buren (primer president que no era d'origen britànic), Franklin D. Roosevelt (32è elegit per quatre mandats en el càrrec, que exercí des de 1933 fins a 1945) i Theodore Roosevelt (26è).
Al Canadà 923.310 canadencs afirmen tenir ascendència neerlandesa total o parcial. Els primers neerlandesos arribats al Canadà provenien de les Tretze Colònies, entre els loyalistes. L'onada més gran va ser a l'època del pas del segle xix al xx, quan un gran nombre de neerlandesos van poblar l'oest canadenc. Durant aquest període, un nombre significatiu s'assentà a les principals ciutats, com Toronto.
Tot i que interrompuda per la Primera Guerra Mundial, aquesta migració torna en la dècada dels 1920, però de nou es va aturar durant la Gran Depressió i la Segona Guerra Mundial. Després de la guerra un gran nombre d'immigrants neerlandesos es va traslladar al Canadà, entre ells algunes esposes dels soldats canadencs que alliberaren els Països Baixos.